# Leucadendron meridianum
Leucadendron meridianum är en tvåhjärtbladig växtart som beskrevs av Salter och I. Williams. Leucadendron meridianum ingår i släktet Leucadendron och familjen Proteaceae. Inga underarter finns listade i Catalogue of Life.